# Johann Duvernois
Pour les articles homonymes, voir Duvernois.
Le premier pasteur piétiste connu au Ban de la Roche est Johann Duvernois, ministre à Waldersbach de 1691 à 1695. Ses idées piétistes sont connues par son action dans la paroisse allemande de Montbéliard et dans sa paroisse d'Etupes, mais aucune source ne permet de parler en détail de son action au Ban de la Roche, qui deviendra pourtant un haut lieu du piétisme.

## Sources
- Loïc Chalmel, Oberlin, le pasteur des Lumières, La Nuée Bleue, 2006, 240 p.